# 鎮南王府
鎮南王府，簡稱王府，位於台灣台南市安南區安吉路二段，主祀西方三聖佛，採取財團法人制度管理之寺廟。鎮南王府源於民國76年，起初是一般神壇，隨後搭建簡單木造臨時行宮，後信徒自發性募款起建廟，於民國104年12月正式完工，如今已具有相當規模。

## 沿革
- 源於民國76年，經鹽田北寮鎮安宮觀世音菩薩指示，設一令旗等候阿彌陀佛主公到來。[來源請求]
- 民國78年3月，阿彌陀佛降駕指示，因玉皇大帝憐憫世人病痛困擾，特意到西方請託南無阿彌陀佛下凡救助世人，於民國79年打造金身在台南市北區大和路175號開堂救世，並受玉皇大帝賜封「鎮南王府」。[來源請求]
- 民國95年，由於神威顯赫，眾信徒深受感應，眾信徒感謝佛祖照顧、庇護世人，於是發願為佛祖與眾神興建寺廟[來源請求]，在大和路135號搭建臨時朝拜行宮，成立「財團法人台南市鎮南王府」；因前來尋求神佛幫助的信眾眾多，行宮空間有限，奉佛祖同意，另於台南市安南區籌建聖廟。[1]
- 民國104年，從大和路135號鎮南王府行宮，遷建新廟至台南市安南區安吉路二段567號現址。

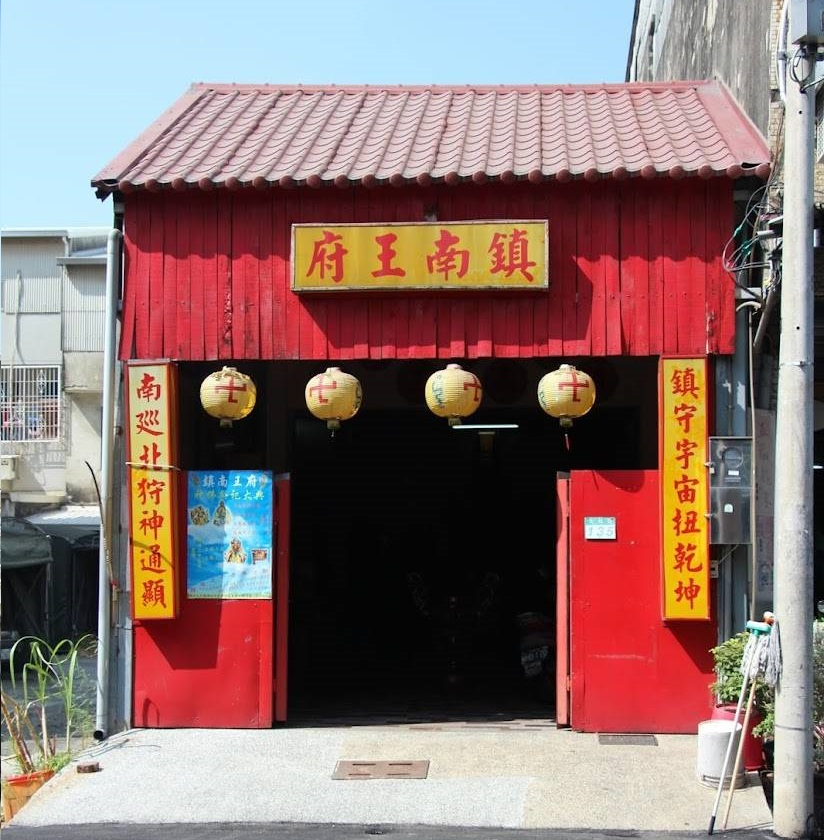
鎮南王府行宮廟貌，攝影日：2012/05

## 祀神
一樓大殿：三聖佛 : 南無阿彌陀佛、南無大勢至菩薩、南無觀世音菩薩、濟公禪師
一樓各廂：五府千歲 : 李府千歲(大王)、池府千歲(二王)、吳府千歲(三王)、朱府千歲(四王)、范府千歲(五王)、
風雨大元帥、福德正神、註生娘娘、金龍星神、白虎星神、五營兵將
二樓：玉旨代天令、文魁帝君、博樂天王(大明軍師劉伯溫)
三樓：三清道祖 : 元始天尊、道德天尊、靈寶天尊

## 重要紀事
- 民國102年4月(2013) 安吉路現址舉行昇樑儀式[來源請求]
- 民國104年12月(2015) 本廟舉行入火安座大典[來源請求]
- 民國105年6月(2016) 建造牌樓[來源請求]
- 民國106年2月(2017) 建造廟前拜亭[來源請求]
- 民國106年1月(2017) 建造休憩膳房[來源請求]
- 民國107年1月(2018) 建造廟前蓮花池[來源請求]
- 民國109年12月25日至109年12月31日啓建 庚子年九蓮法會祈安賜福五方清醮[來源請求]
- 民國109年12月22日(2020) 總統蔡英文、台南市長黃偉哲、立法委員陳亭妃、台南市議長郭信良、台南市議員陳怡珍、台南市議員郭清華、台南市議員李中岑、台南市議員王錦德等人親臨參香祈福，贈匾額「澤溥黎元」[來源請求]
- 民國110年10月(2021) 響應環境永續、綠色環境理念，進行廟區植樹、護樹作業[來源請求]
- 民國110年11月13日（2021）台南市安南區區長葉誌明蒞臨參香[來源請求]
- 民國111年7月13日（2022）九蓮亭安座[來源請求]

## 遶境進香與友宮參香
- 民國106年7月9日，贊香鹽田鎮安宮池府千歲謁祖進香繞境大典。
- 民國107年5月4~6日，參與台南土城正統鹿耳門聖母廟戊戌年香科繞境。
- 民國109年6月26日，慶贊台南池靖府前往祖廟過爐回駕平安遶境
- 民國109年8月2日，贊香鹽田鎮安宮池府千歲謁祖進香繞境大典
- 民國110年4月18日，贊香本淵寮東角五王壇謁祖回鑾繞境大典
- 民國110年4月30日至5月2日，贊香土城香土城仔香醮正統鹿耳門聖母廟禳災祈安香醮繞境
- 民國113年4月12日至4月14日，贊香台南正統鹿耳門聖母廟「土城仔香」

## 交通

### 國道與公路
- 國道八號
  - 0 台南端

## 周邊景點
- 國立台灣歷史博物館
- 台江鯨豚館
- 七股鹽山
- 台江國家公園

1. ↑  . 文化資源地理資訊系統.   [2022-12-17]. （原始内容存档于2021-11-03） （中文（臺灣））.